# Руско-турски рат (1676—1681)
Руско-турски рат (1676-1681) је трећи оружани сукоб Руског царства и Османског царства. На страни Османлија је учествовала и његова вазална држава — Кримски канат.

## Рат
Узрок рата је експанзија Османског царства у другој половини 17. века. Након заузећа Подоља (део Украјине) за време Пољско-турског рата (1672-1676), Османлије су настојале проширити своју власт и на други део Украјине уз помоћ својих владара. Од 1669. године козачки владар постаје Петар Дорошенко. Својом про-турском политиком он је изазвао незадовољство међу многим украјинским козацима који за новог хетмана бирају Ивана Самојловича (дотадашњег хетмана леве стране Украјине) као хетмана целе Украјине.
Дорошенко окупља војску од 12.000 људи и заузима тврђаву Чигирин 1676. године. Међутим, снаге Ивана Самојловича уз помоћ Григорија Ромодановског су опколиле Чигирин и присилиле Дорошенка на предају. Потом се Руси и Украјинци повлаче са леве обале Дњепра. У јулу следеће године султан је наредио да његова армија од 120.000 војника под командом Ибрахим паше заузме Чигирин.
У борбама вођеним 26. и 27. августа Руси и Украјинци успевају уклонити османске патроле на реци што им омогућава да је несметано пређу. Руско-украјинска коњица заузима османски логор 28. августа. Следећег дана Ибрахим паша диже опсаду и повлачи се. Турци су изгубили 20.000 људи. Ибрахим паша је по повратку у Цариград утамничен.
У јулу 1678. године турска војска од 200.000 људи поново опседа Чигирин. Предводио их је сам велики везир Кара Мустафа паша. Руска и украјинска војска (око 120.000 људи) покушала је пробити обруч, али се морала повући због бројчане надмоћи непријатеља.
По мировном уговору у Бахчисарају као граница је одређена река Дњепар.